# Sebastiano Bianchetti
Sebastiano Bianchetti (Contigliano, 20 gennaio 1996) è un pesista e discobolo italiano, medaglia di bronzo nel getto del peso agli Europei under 20 di Eskilstuna 2015 e agli Europei under 23 di Bydgoszcz 2017 e vincitore di 9 titoli italiani giovanili.
È l'attuale primatista italiano under 20 del getto del peso.

## Biografia
Prima di iniziare a praticare l'atletica, era un nuotatore con la Libertas di Alvaro Martini.
Nel 2010 è stato assente ai campionati italiani cadetti, mentre all'edizione del 2011 ha vinto il suo primo titolo italiano giovanile nel getto del peso.
Soltanto piazzamenti nei campionati italiani allievi del 2012: decimo agli indoor nel peso, 4º e 10º all'aperto rispettivamente nel peso e nel disco.
Tripletta di titoli italiani allievi indoor-outdoor nel 2013: peso al coperto ed accoppiata peso-disco all'aperto; quinto classificato nel disco ai campionati italiani giovanili di lanci invernali ed 11º nel peso agli assoluti di Milano.
Sempre nel 2013 ha partecipato sia alle Gymnasiadi in Brasile a Brasilia (4º nel peso e nono nel disco) che ai Mondiali allievi a Donec'k in Ucraina (ultimo nella finale con nessun lancio valido). 

Ha gareggiato anche nella Coppa dei Campioni juniores per club svoltasi in Portogallo a Leiria finendo secondo sia nel getto del peso (a soli 7 cm dal vincitore, il lettone Ats Kiisa, rispettivamente 16,69 m e 16,76 m) che nel lancio del disco.
Tre medaglie con due titoli giovanili su quattro finali disputate ai campionati italiani del 2014: oro nel getto del peso ai nazionali juniores sia indoor che outdoor, argento nel lancio del disco agli italiani juniores; quarto classificato agli assoluti indoor nel getto del peso.
En plein di medaglie vinte, 5 con due titoli giovanili, su altrettante finali disputate ai campionati italiani del 2015: oro nel peso agli italiani juniores sia indoor che outdoor (argento nel disco), bronzo ed argento agli assoluti rispettivamente indoor ed outdoor.
Nel biennio 2014-2015 ha preso parte ad entrambi gli Incontri internazionali juniores indoor tra Francia, Germania ed Italia, gareggiando nel getto del peso: terzo classificato nel 2014 ad Halle e secondo a Lione nel 2015.
Ai Mondiali juniores nel 2014 a Eugene negli USA non è riuscito ad effettuare neanche un lancio valido, uscendo quindi in fase di qualificazione.
2015, vittoria della medaglia di bronzo (restando davanti al campione del mondo allievi in carica, il tedesco Patrick Müller) agli Europei juniores di Eskilstuna, rimanendo ad 8 cm da quella d'argento vinta dal romeno Toader-Andrei Gontaru; nella gara di lancio del disco è uscito in fase di qualificazione, come secondo degli esclusi dalla finale.
Titolo italiano promesse indoor nel getto del peso ad Ancona nel 2016, col nuovo record italiano di categoria al coperto.
È stato allenato a Rieti da Roberto Casciani sino al 2015, anno a partire dal quale viene seguito da Paolo Dal Soglio nel Centro di preparazione olimpica di Schio (provincia di Vicenza).

## Record nazionali

### Juniores
- Getto del peso (kg 6): 21,23 m ( Caorle, 4 ottobre 2015)
- Getto del peso indoor (kg 7,260): 18,77 m ( Schio, 5 dicembre 2015)

## Progressione

### Getto del peso
| Stagione | Misura  | Luogo      | Data      | Rank. Mond. |
| -------- | ------- | ---------- | --------- | ----------- |
| 2022     | 20,41 m | Spoleto    | 26-6-2022 |             |
| 2021     | 19,74 m | Rieti      | 2-5-2021  |             |
| 2019     | 20,17 m | Conegliano | 21-6-2019 |             |
| 2018     | 19,71 m | Tarragona  | 27-6-2018 |             |
| 2017     | 19,78 m | Firenze    | 9-6-2017  |             |
| 2016     | 19,78 m | Arad       | 13-3-2016 |             |
| 2015     | 18,63 m | Jesolo     | 27-9-2015 |             |
| 2014     | 16,96 m | Orvieto    | 1-6-2014  |             |
| 2013     | 17,00 m | Rieti      | 29-9-2013 |             |
| 2012     | 14,32 m | Ostia      | 8-9-2012  |             |

### Getto del peso indoor
| Stagione | Misura  | Luogo  | Data      | Rank. Mond. |
| -------- | ------- | ------ | --------- | ----------- |
| 2022     | 19,73 m | Ancona | 27-2-2022 |             |
| 2021     | 18,91 m | Ancona | 21-2-2021 |             |
| 2020     | 19,39 m | Ancona | 23-2-2020 |             |
| 2019     | 18,80 m | Ancona | 27-1-2019 |             |
| 2018     | 19,26 m | Ancona | 3-2-2018  |             |
| 2017     | 19,52 m | Schio  | 9-2-2017  |             |
| 2016     | 19,40 m | Ancona | 6-2-2016  |             |
| 2015     | 17,61 m | Padova | 22-2-2015 |             |
| 2014     | 17,28 m | Ancona | 23-2-2014 |             |
| 2013     | 14,79 m | Roma   | 27-1-2013 |             |
| 2012     | 13,47 m | Roma   | 3-3-2012  |             |

### Lancio del disco
| Stagione | Misura  | Luogo     | Data      | Rank. Mond. |
| -------- | ------- | --------- | --------- | ----------- |
| 2022     | 51,23 m | Palmanova | 30-4-2022 |             |
| 2021     | 51,28 m | Caorle    | 18-9-2021 |             |
| 2019     | 54,85 m | Firenze   | 15-6-2019 |             |
| 2018     | 53,06 m | Livorno   | 11-2-2018 |             |
| 2017     | 49,53 m | Modena    | 23-9-2017 |             |
| 2015     | 54,19 m | Rieti     | 9-5-2015  |             |
| 2014     | 49,45 m | Milano    | 27-9-2014 |             |
| 2013     | 46,79 m | Ostia     | 7-9-2013  |             |

## Palmarès
| Anno | Manifestazione          | Sede       | Evento           | Risultato | Prestazione | Note                                     |
| ---- | ----------------------- | ---------- | ---------------- | --------- | ----------- | ---------------------------------------- |
| 2013 | Gymnasiadi              | Brasilia   | Getto del peso   | 4º        | 19,17 m     | [ 3 ]                                    |
| 2013 | Gymnasiadi              | Brasilia   | Lancio del disco | 9º        | 41,45 m     | [ 3 ]                                    |
| 2013 | Mondiali U18            | Donec'k    | Getto del peso   | Finale    | nm          | [ 4 ]                                    |
| 2014 | Mondiali U20            | Eugene     | Getto del peso   | nm (q)    | nm (q)      | [ 5 ]                                    |
| 2015 | Europei U20             | Eskilstuna | Getto del peso   | Bronzo    | 20,71 m     | [ 6 ]                                    |
| 2015 | Europei U20             | Eskilstuna | Lancio del disco | 14º       | 54,23 m     | [ 6 ]                                    |
| 2016 | Europei                 | Amsterdam  | Getto del peso   | 25º (q)   | 18,56 m     |                                          |
| 2017 | Europei U23             | Bydgoszcz  | Getto del peso   | Bronzo    | 19,69 m     |                                          |
| 2018 | Giochi del Mediterraneo | Tarragona  | Getto del peso   | 4º        | 19,71 m     | Miglior prestazione personale stagionale |
| 2019 | Universiadi             | Napoli     | Getto del peso   | 5º        | 19,81 m     | Miglior prestazione personale            |
| 2022 | Giochi del Mediterraneo | Orano      | Getto del peso   | 6º        | 20,03 m     | Miglior prestazione personale stagionale |
| 2022 | Europei                 | Monaco     | Getto del peso   | 19º (q)   | 19,37 m     |                                          |

## Campionati nazionali
- 3 volte campione assoluto nel getto del peso (2016, 2017, 2018)
- 1 volta campione assoluto indoor nel getto del peso (2017)
- 1 volta campione promesse indoor nel getto del peso (2016)
- 2 volte campione juniores nel getto del peso (2014, 2015)
- 2 volte campione juniores indoor nel getto del peso (2014, 2015)
- 1 volta campione allievi nel lancio del disco (2013)
- 1 volta campione allievi nel getto del peso (2013)
- 1 volta campione allievi indoor nel getto del peso (2013)
- 1 volta campione cadetti nel getto del peso (2011)

2011
- Oro ai Campionati italiani cadetti e cadette, (Jesolo), Getto del peso - 16,75 m[7]

2012
- 10º ai Campionati italiani allievi-juniores-promesse indoor, (Ancona), Getto del peso - 14,72 m[8]
- 4º ai Campionati italiani allievi e allieve, (Firenze), Getto del peso - 16,81 m[9]
- 30º ai Campionati italiani allievi e allieve, (Firenze), Lancio del disco - 39,45 m[10]

2013
- 5º ai Campionati italiani assoluti, promesse e giovanili invernali di lanci, (Lucca), Lancio del disco - 44,48 m (giovanili)[11]
- Oro ai Campionati italiani allievi e juniores indoor, (Ancona), Getto del peso - 17,58 m[12]
- 11º ai Campionati italiani assoluti, (Milano), Getto del peso - 15,45 m[13]
- Oro ai Campionati italiani allievi e allieve, (Jesolo), Getto del peso - 20,38 m[14]
- Oro ai Campionati italiani allievi e allieve, (Jesolo), Lancio del disco - 54,78 m[15]

2014
- Oro ai Campionati italiani juniores e promesse indoor, (Ancona), Getto del peso - 18,40 m[16]
- 4º ai Campionati italiani assoluti indoor, (Ancona), Getto del peso - 17,28 m[17]
- Oro ai Campionati italiani juniores e promesse, (Torino), Getto del peso - 18,51 m[18]
- Argento ai Campionati italiani juniores e promesse, (Torino), Lancio del disco - 52,28 m[19]

2015
- Oro ai Campionati italiani juniores e promesse indoor, (Ancona), Getto del peso - 19,35 m[20]
- Bronzo ai Campionati italiani assoluti indoor, (Padova), Getto del peso - 17,61 m[21]
- Oro ai Campionati italiani juniores e promesse, (Rieti), Getto del peso - 20,58 m[22]
- Argento ai Campionati italiani juniores e promesse, (Rieti), Lancio del disco - 56,51 m[23]
- Argento ai Campionati italiani assoluti, (Torino), Getto del peso - 18,30 m[24]

2016
- Oro ai Campionati italiani juniores e promesse indoor, (Ancona), getto del peso - 19,40 m[25]
- Argento ai campionati italiani assoluti indoor, (Ancona), getto del peso - 19,18 m
- Oro ai campionati italiani assoluti, (Rieti), getto del peso - 18,78 m

2017
- Oro ai campionati italiani assoluti indoor, (Ancona), getto del peso - 19,19 m
- Oro ai campionati italiani assoluti, (Trieste), getto del peso - 19,74 m

2018
- Argento ai campionati italiani assoluti indoor, (Ancona), getto del peso - 19,15 m
- Oro ai campionati italiani assoluti, (Pescara), getto del peso - 19,39 m

2019
- Argento ai campionati italiani assoluti indoor, (Ancona), getto del peso - 18,15 m
- Argento ai campionati italiani assoluti, (Bressanone), getto del peso - 19,30 m

2020
- Argento ai campionati italiani assoluti indoor, (Ancona), getto del peso - 19,39 m

2021
- Bronzo ai campionati italiani assoluti indoor, (Ancona), getto del peso - 18,91 m
- 6º ai campionati italiani assoluti, (Rovereto), getto del peso - 19,05 m

2022
- 4º ai campionati italiani assoluti indoor, (Ancona), getto del peso - 19,73 m
- Bronzo ai campionati italiani assoluti, (Rovereto), getto del peso - 19,58 m

2023
- 4º ai campionati italiani assoluti indoor, (Ancona), getto del peso - 20,03 m

## Altre competizioni internazionali
2013
- Argento nella Coppa dei Campioni juniores per club, ( Leiria), Getto del peso - 16,69 m[26]
- Argento nella Coppa dei Campioni juniores per club, ( Leiria), Lancio del disco - 47,52 m[26]

2014
- Bronzo nell'Incontro internazionale juniores indoor Francia-Germania-Italia, ( Halle), Getto del peso - 19,20 m[5]

2015
- Argento nell'Incontro internazionale juniores indoor Francia-Germania-Italia, ( Lione), Getto del peso - 19,45 m[6]

2016
- Bronzo in Coppa Europa invernale di lanci ( Arad), getto del peso - 19,78 m

2017
- 4º in Coppa Europa invernale di lanci (under 23) ( Las Palmas), getto del peso - 17,95 m
- 8º agli Europei a squadre ( Lilla), getto del peso - 19,34 m

2018
- 1º in Coppa Europa invernale di lanci (Finale 2) ( Leiria), getto del peso - 19,23 m